# Henry Ellenson

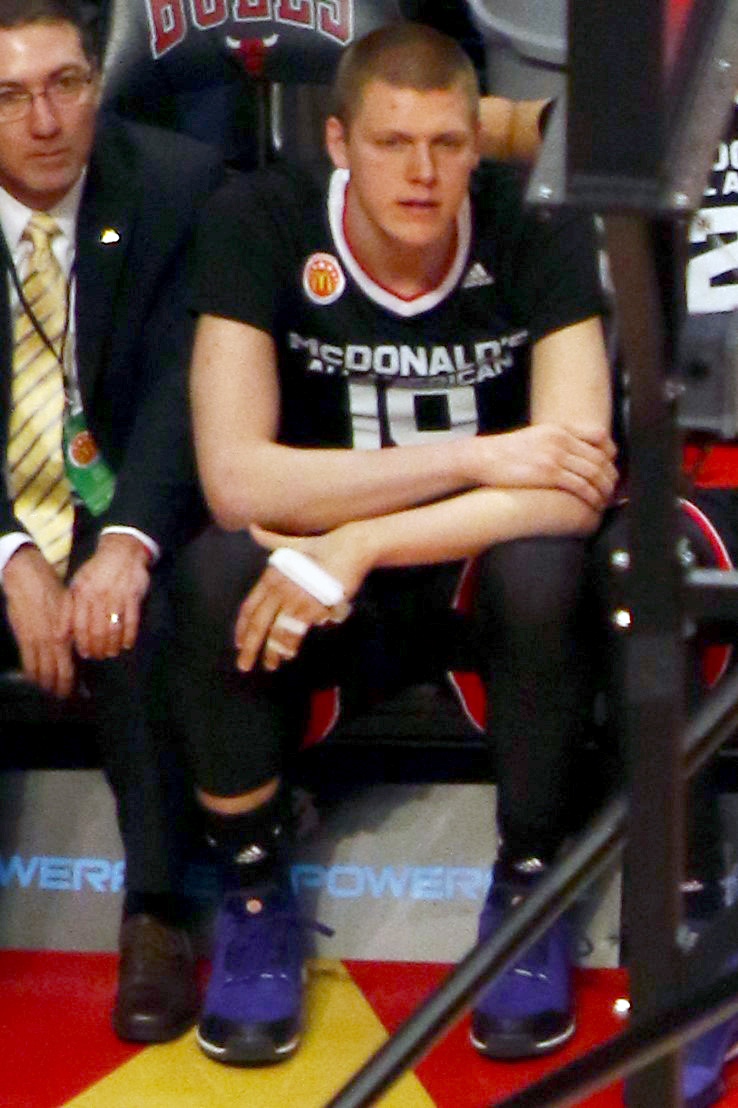
Henry Ellenson, 2015.

Henry John Ellenson, född 13 januari 1997 i Rice Lake i Wisconsin, är en amerikansk professionell basketspelare (PF/C) som spelar för Milwaukee Bucks i National Basketball Association (NBA). Han har tidigare spelat för Detroit Pistons, New York Knicks, Brooklyn Nets och Toronto Raptors.
Ellenson har även spelat som proffs i Spanien.
Han draftades av Detroit Pistons i första rundan i 2016 års draft som 18:e spelare totalt.
Innan Ellenson blev proffs studerade han vid Marquette University och spelade för deras idrottsförening Marquette Golden Eagles.